# جوليان برتغال
جوليان برتغال (بالإسبانية: Julian Portugal)‏ هو لاعب كرة قدم مكسيكي في مركز الوسط، ولد في 26 أغسطس 1992 في مدينة مكسيكو في المكسيك. لعب مع تولسا روناكس.